# Deblinghausen
Deblinghausen (plattdeutsch Debbelhusen) ist ein Ortsteil des Fleckens Steyerberg im Landkreis Nienburg/Weser in Niedersachsen, Deutschland.
Deblinghausen umfasst eine Fläche von 15,68 km² und hat derzeit 559 Einwohner. Knapp einen Kilometer südlich des Ortes fließt die Große Aue.

## Geschichte
Erste urkundliche Erwähnung fand Deblinghausen im Jahr 1287. In der Nähe liegt der Rest der mittelalterlichen Burg bei Deblinghausen. Erster Schulunterricht wurde seit 1831 im Ort in der Gaststätte erteilt.
Die Entdeckung größerer Erdgasvorkommen im Jahre 1957 und deren anschließende Förderung brachten dem Ort die finanziellen Voraussetzungen für eine relativ großzügige Gestaltung der Infrastruktur.
Am 1. März 1974 wurde Deblinghausen in den Flecken Steyerberg eingegliedert.
Die Grundschule Deblinghausen wurde 2019 geschlossen.

## Politik

### Ortsrat
Deblinghausen wird von einem fünfköpfigen Ortsrat vertreten. Die Ratsmitglieder werden durch eine Kommunalwahl für jeweils fünf Jahre gewählt.
Bei der Kommunalwahl 2021 ergab sich folgende Sitzverteilung:
- Liste Deblingshausen: 5 Sitze

### Ortsbürgermeister
Ortsbürgermeister ist Michael Hollstein.

## Kultur und Sehenswürdigkeiten
- In Deblinghausen befindet sich eine Kriegsgräberstätte, auf der 2000 Menschen, die seit Beginn des Ersten Weltkriegs und während der Zeit des Nationalsozialismus im Arbeitserziehungslager Liebenau Munitionsfabrik in Liebenau ihr Leben ließen, begraben liegen – zum Teil in Massengräbern.[4]

- Im Heimatmuseum Deblinghausen wird über die Orts- und Regionalgeschichte, Handwerk und bäuerliche Produktionsmethoden informiert.[5]
- Das Eichenkratt (Deblinghausen) ist ein sieben Hektar großes Naturschutzgebiet. Es steht seit dem 15. September 1993 unter Naturschutz.
- Nach Grabungen im Jahr 1978 ergab sich die Vermutung, dass es sich bei der ein Kilometer südwestlich von Deblinghausen gelegenen, im Volksmund „Burg“ oder „Borg“ genannten Wallanlage von 1,8 Hektar Größe um einen Rückzugsraum bei Hochwasser durch die nahe Große Aue handelte. Die Entstehungszeit wird im frühen bis hohen Mittelalter angenommen. Die Anlage befindet sich auf einem 300 Meter langen und 100 Meter breiten Dünenzug mit drei Dünenkuppen. Der Wall hatte eine auffallend einfache Plaggenbauweise.[6]

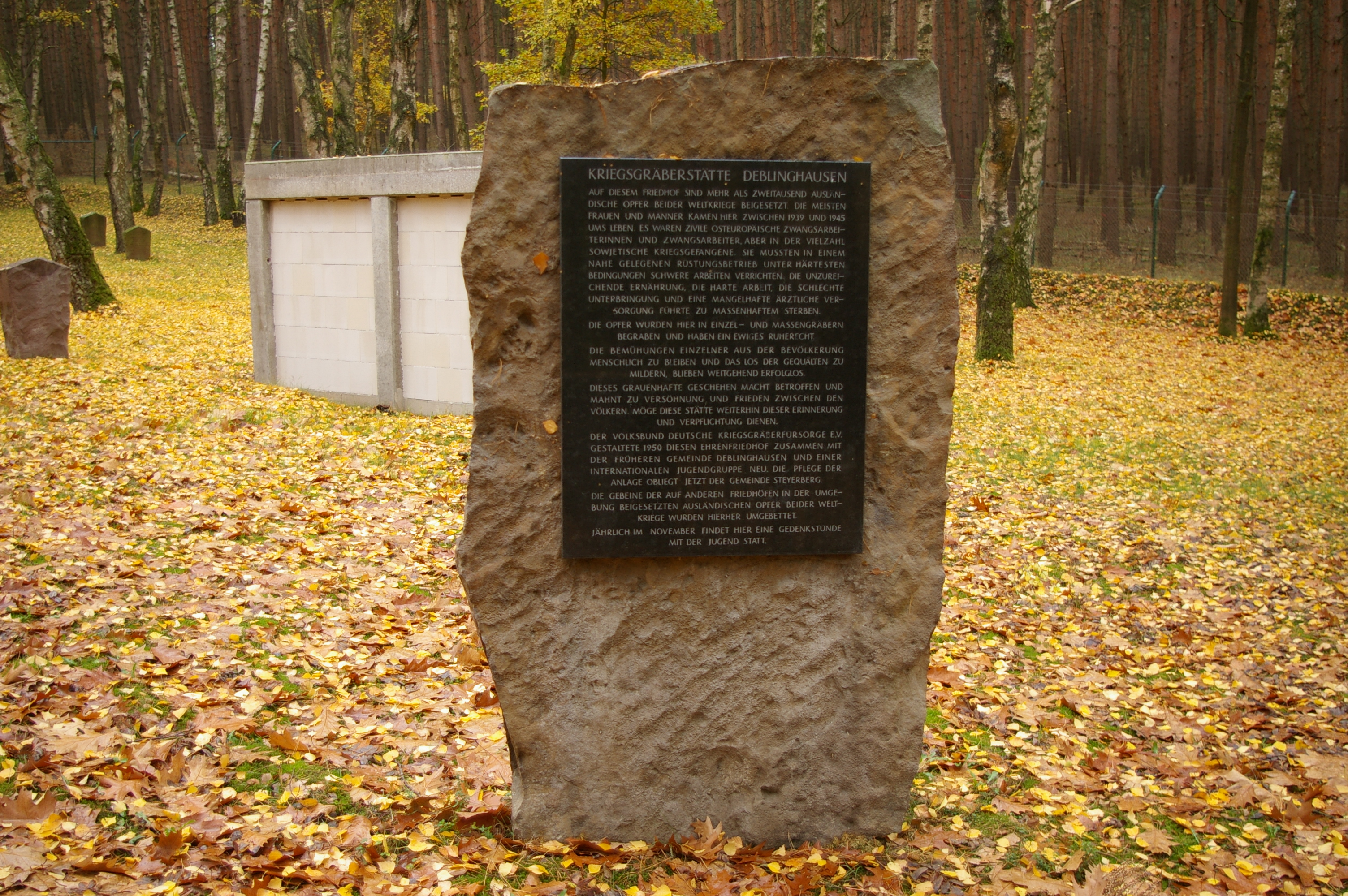
Gedenkstein an der Kriegsgräberstätte
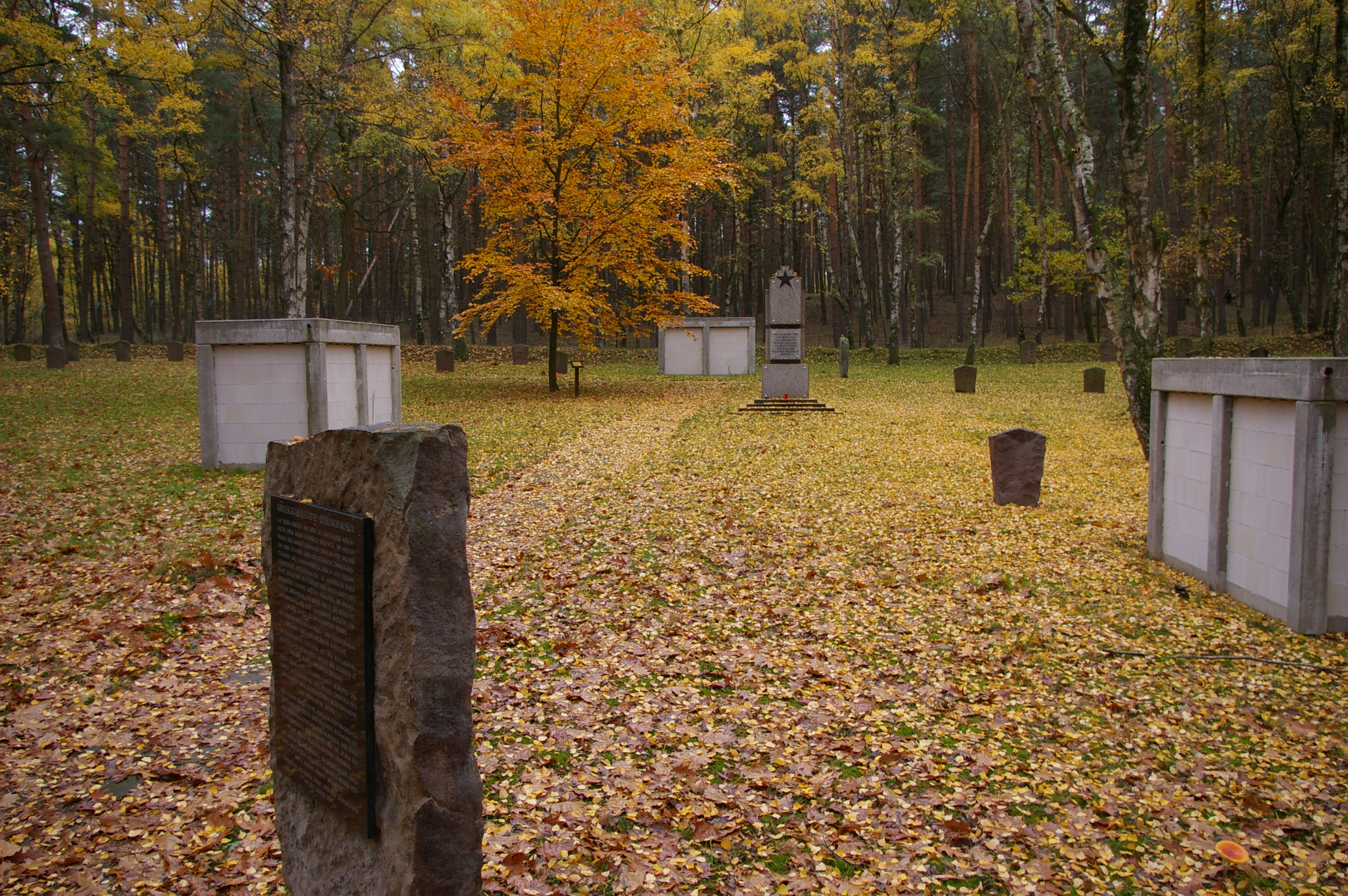
Kriegsgräberstätte Übersicht
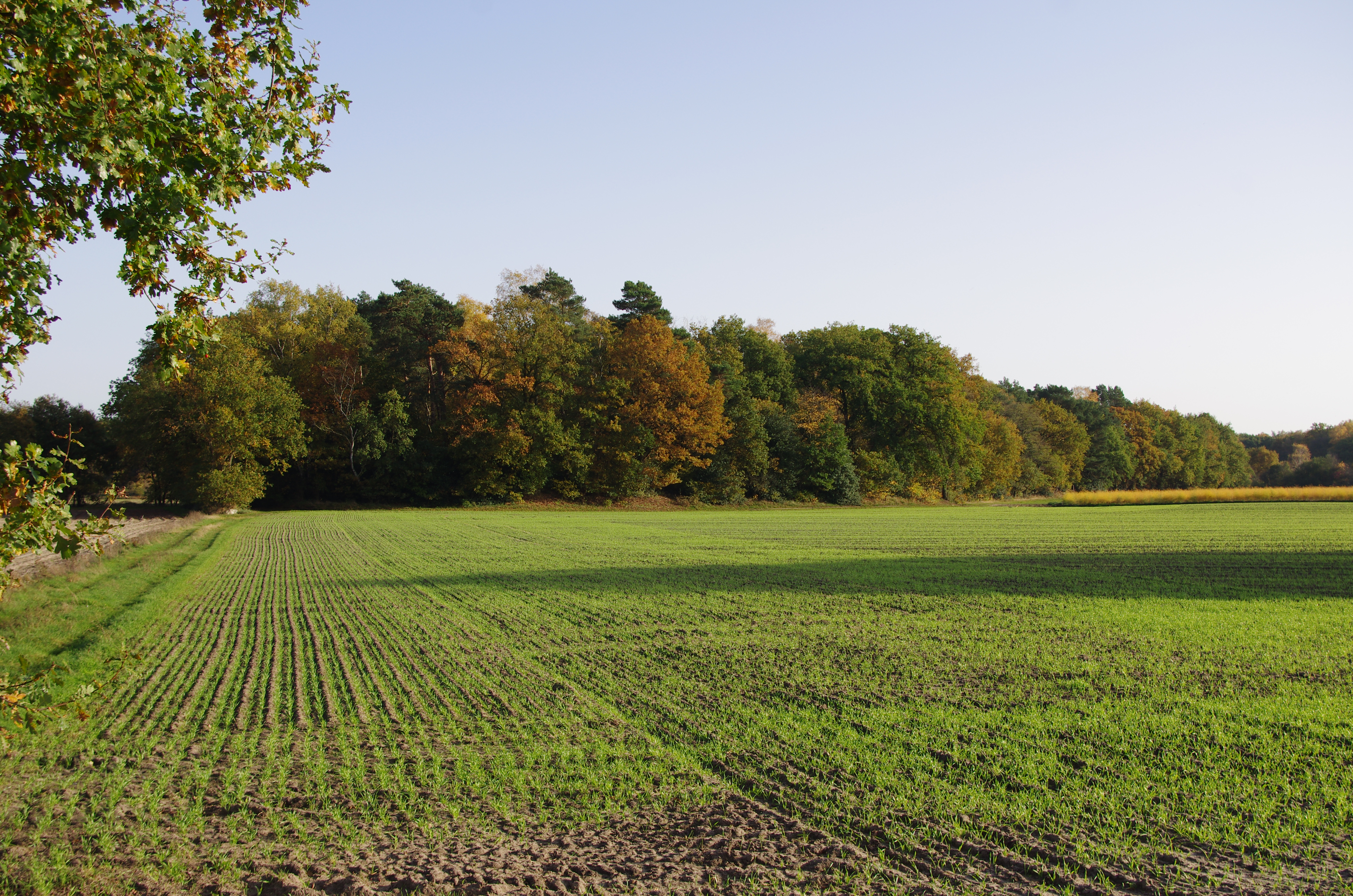
Wallanlage bei Deblinghausen

## Sport
Ein Freibad, eine Sportanlage, sowie Sporthalle und ein Schützenplatz befinden sich in Deblinghausen. Der SV Rot Weiß Deblinghausen bietet die Sportarten Fußball, Karate, Volleyball, Badminton, Gymnastik sowie Boccia an.

## Verkehr
Der Öffentliche Personennahverkehr wird in Deblinghausen durch die Linie 17, Linie 18 und Linie 19 bedient.